# 汕头蝾螈
汕头蝾螈（学名：Cynops orphicus）为蝾螈科蝾螈属的两栖动物，是中国的特有物种。分布于广东等地。该物种的模式产地在广东汕头。

## 保护
- 中国国家重点保护动物等级：二级